# Linienverzweiger

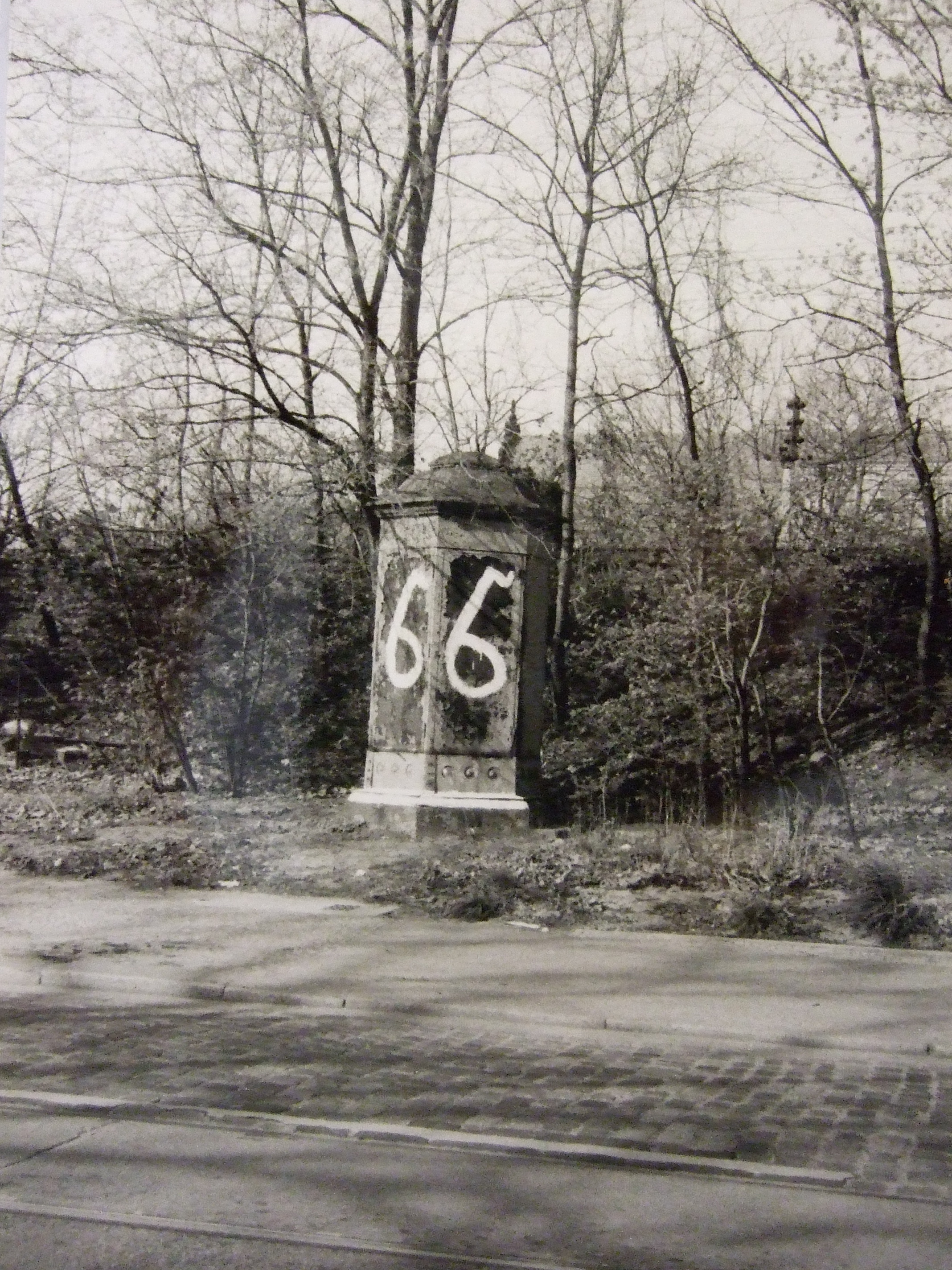
Linienverzweiger am Originalstandort Hauptstraße / Kynastbrücke, 1996

Im Linienverzweiger (LVz) wurden Hauptstränge des unterirdischen Kabelnetzes der deutschen Post- und Telegraphenverwaltung Anfang des 20. Jahrhunderts weiter auf die Verteilsysteme aufgefächert. Der Linienverzweiger stellte in einem oberirdisch zugänglichen Raum die Anschlussstellen zur Verfügung. Vorteilhaft waren die Linienverzweiger in der Aufbauphase der beispielsweise ab 1901 in Berlin entstandenen Kabelnetze, da in den ankommenden Leitungen weniger Reserven vorzuhalten waren. Erst in den weiteren Verästelungen wurden Reserveadern für den weiteren Ausbau vorgehalten.
Linienverzweiger sind heute nicht mehr gebräuchlich. Ihre Funktion ist durch Kabelverzweiger ersetzt worden. Ein aufgearbeitetes Exemplar eines Linienverzweigers, das 1992 stillgelegt wurde, steht am Tuchollaplatz in Berlin-Rummelsburg. Ein weiterer Linienverzweiger von 1928, der bis 1994 in Dresden stand, ist Teil des Hohenloher Freilandmuseums Wackershofen, das in einem Gebäude eine Ausstellung zur Fernmeldetechnik zeigt.

## Technische Nutzung
Im Handwörterbuch des elektrischen Fernmeldewesens wurden Linienverzweiger 1929 wie folgt gekennzeichnet:

„Linienverzweiger (cable distribution box; chambre de concentration) dienen zum Zusammenfassen der von den Kabelverzweigern kommenden Kabel und zum Weiterführen der Betriebsleitungen zur Verteilerstelle unter Ersparung von Vorratsadern. Sie unterscheiden sich von den Kabelverzweigern nur durch die Größe. Um ein besseres Arbeiten an den Endverschlüssen zu ermöglichen, werden die Endverschlüsse in Linienverzweigern für Straßen so angeordnet, dass von einem Innenraum aus an ihnen gearbeitet werden kann.“

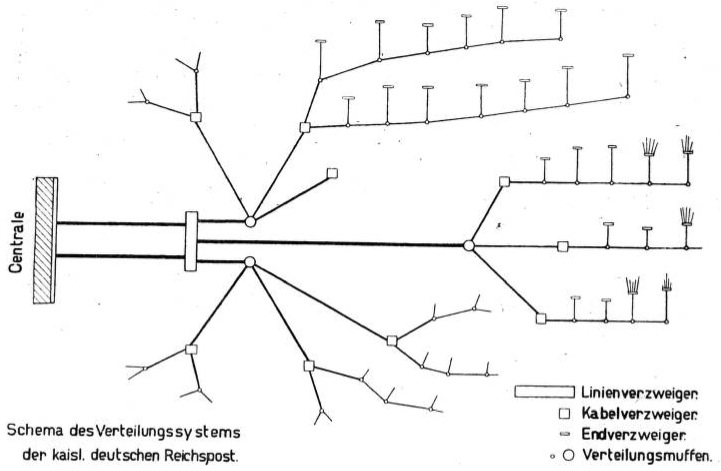
Schema des Verteilungssystems der Deutschen Reichspost

Die Einsatzbedingungen für Linienverzweiger im Verteilsystem der zuständigen Deutschen Reichspost wurden 1912 in einem Fachbeitrag beschrieben:

„Die stetig wachsende Zahl der Fernsprechverbindungsleitungen bringt es mit sich, dass die oberirdische Leitungsführung mehr und mehr durch Kabel ersetzt wird.
Schon seit Jahren sind daher bei verschiedenen Post- und Telegraphenverwaltungen Schaltsysteme im Gebrauch, um die Anschlussleitungen ganz oder teilweise unterirdisch zu führen und zu verteilen und um die in jedem Kabelnetz stets erforderliche Reserve nur in den letzten Ausläufern des Netzes vorsehen zu brauchen. Bei dem Verteilungssystem der Reichspost führen von der Zentrale aus eine Reihe von vielpaarigen Hauptkabeln zu einem sogenannten Linienverzweiger von dem aus etwa 25 bis 50 % mehr Adernpaare enthaltende Kabel ausgehen, die allmählich in schwächere Kabel aufgeteilt, in sogenannten Kabelverzweigern enden. Von den Kabelverzweigern aus führen bis zu 100 % mehr Adernpaare enthaltende Verteilungskabel zu den sogenannten Endverzweigern, in denen die einpaarigen zu den einzelnen Abonnenten führenden Anschlusskabel enden.“

## Linienverzweiger auf dem Berliner Tuchollaplatz

### Restaurierung
Die Abräumung und Verschrottung des letzten verbliebenen Linienverzweigers an der Hauptstraße / Kynastbrücke in Berlin war mit Beginn der umfangreichen Stadtumbauarbeiten in der Umgebung des Bahnhofs Ostkreuz absehbar. Die oberirdischen Bauteile wurden von der Telekom unentgeltlich überlassen, sie konnten geborgen und restauriert werden.
Die Finanzierung wurde mit Mitteln „Kunst am Bau“ möglich, da der Stadtplatz im Wohnquartier Victoriastadt mit Mitteln des städtebaulichen Denkmalschutzes wieder hergestellt wurde. Die Initiative für den Linienverzweiger wurde von der Anwohnervertretung unterstützt, die ein interaktives Stadtmöbel einer historisierenden Skulptur vorzogen. In einer Metallwerkstatt wurde er behutsam restauriert, in drei der sechs Türen wurden Glasscheiben eingebaut, die bei Bedarf auch geöffnet werden können. Der originale Arbeitsschemel (Aufkleber „Oberpostdirektion Berlin“), die Schaltleisten und die Solarpaneele für Beleuchtung in den Nachtstunden bilden die Grundausstattung.

### Gegenwärtige Nutzung

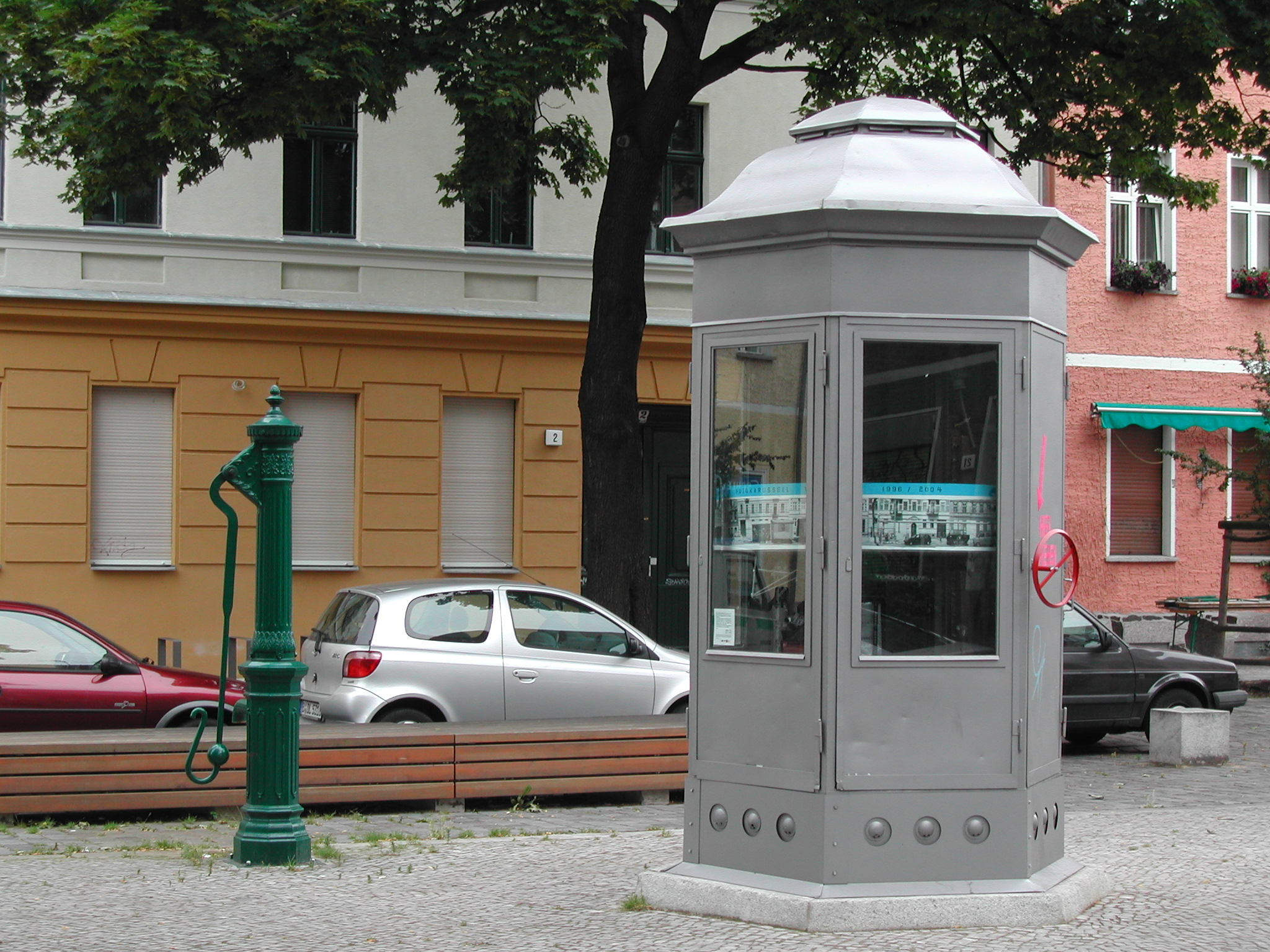
Restaurierter Linienverzweiger am Tuchollaplatz mit Ausstellung, 2004

Der Linienverzweiger wurde 2003 auf dem Tuchollaplatz in Berlin-Rummelsburg aufgestellt. Er bekam seinen neuen Standort in 700 m Luftlinie östlich des Originalstandorts auf einem Stadtplatz mit neuer Funktion als Stadtvitrine und Galerie.
Er bietet Platz für Ausstellungen der im Quartier beheimateten Kunstschaffenden, für Werkstattporträts, Kunstinstallationen für den Ort und Inszenierungen, die das Objekt temporär bespielen, wie Straßentheater und Freiluftworkshops.